# Đồng Khánh địa dư chí
Đồng Khánh địa dư chí (chữ Hán: 同慶地輿志), còn gọi là Đồng Khánh địa dư chí lược (chữ Hán: 同慶地輿志略) là bộ sách địa chí viết bằng chữ Hán. Theo các nhà nghiên cứu, sách được vua Đồng Khánh ra sắc chỉ sai làm, bắt đầu từ khoảng tháng 5 năm 1887 và được hoàn thành trong khoảng thời gian từ đó cho đến mấy năm đầu đời Thành Thái.

## Khái quát
Nguyên bản gồm 25 tập chép tay (có tài liệu ghi là 27 tập), ghi lại địa lý các tỉnh trong cả nước (chỉ gồm Bắc Kỳ và Trung Kỳ) thời Đồng Khánh (1886-1888). Mỗi tỉnh gồm các mục: vị trí, giới hạn, số huyện, tổng, xã, thôn, phường, số đinh, binh lính, ruộng đất, thuế khóa, phong tục, thổ sản, khí hậu, núi sông, đường sá, đồn lũy, đền miếu, cổ tích, kỹ nghệ. Ngoài ra, mỗi quyển có bản đồ huyện, phủ, tỉnh, tổng cộng 314 bức.

## Các phiên bản

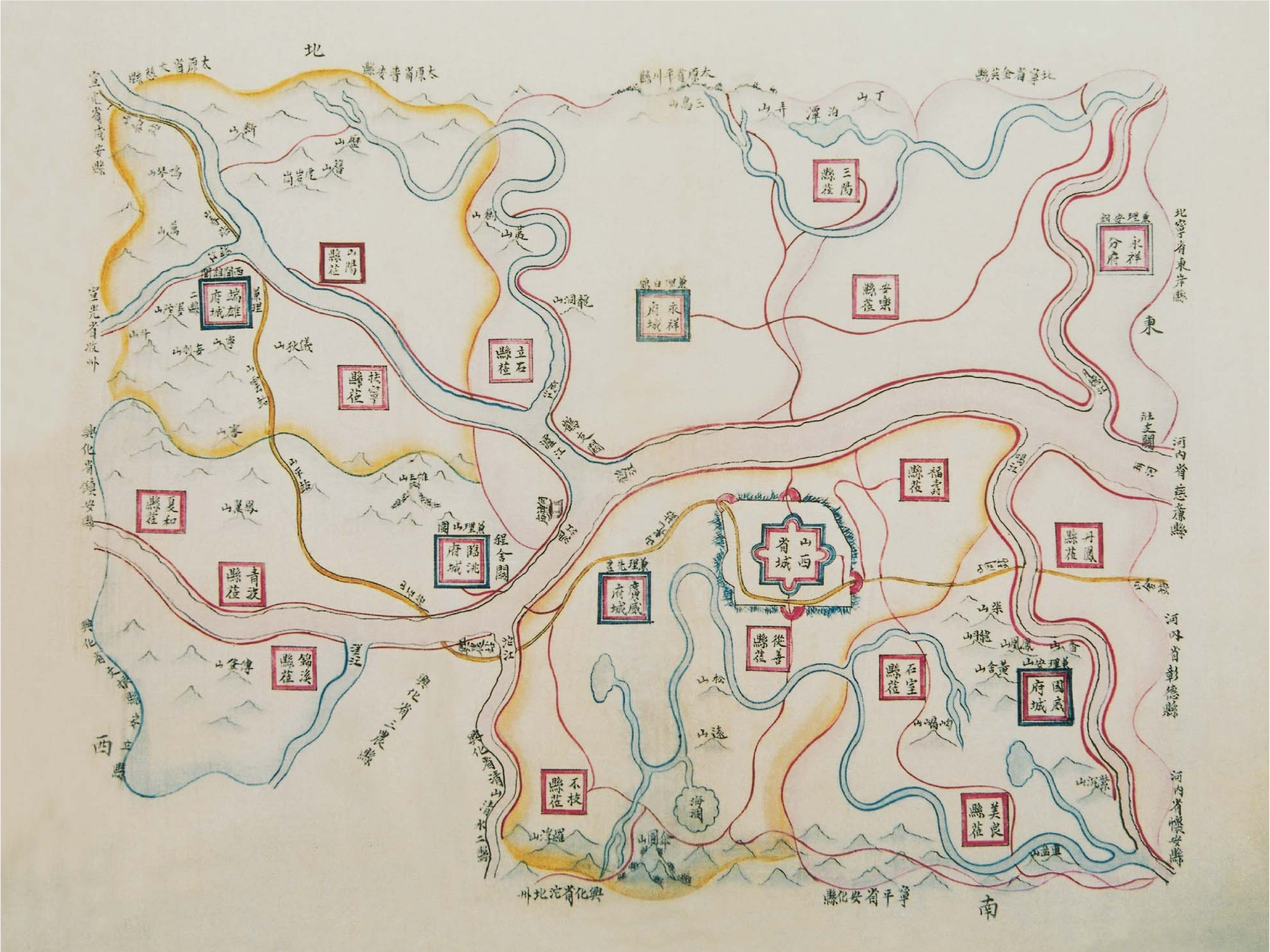
Bản đồ tỉnh Sơn Tây trong sách Đồng Khánh địa dư chí

Sau khi hoàn thành, sách được lưu giữ tại Nội các của triều đình Huế. Khoảng những năm đầu thế kỷ XX, Viện Viễn Đông Bác cổ tại Hà Nội được phép mượn bản đó để sao chép ra một bản đưa vào sưu tập thư tịch Hán Nôm của Viện này, đánh ký hiệu A.537.
Khoảng năm 1940, cơ quan Toyo Bunko (Đông Dương văn khố) của Nhật Bản đã nhờ Viện Viễn Đông Bác cổ giúp tổ chức sao chép cho một bản chép tay sao lại từ bản A.537. Tuy nhiên, do phần các bản đồ hơi mờ nên sau đó Toyo Bunko cho người sang Hà Nội xin chụp thu nhỏ bằng phim ảnh.
Riêng về bản gốc của triều đình Huế, vẫn được xác nhận tồn tại đến tận năm 1967 ở Đà Lạt, trong kho tài liệu của triều đình Huế do chính quyền Việt Nam Cộng hòa di chuyển từ Huế vào. Tuy nhiên, hiện tại bản gốc đã bị thất lạc, không rõ tung tích.